# Archaeoidea
Archaeoidea è una  superfamiglia di aracnidi araneomorfi che comprende cinque famiglie:
- Archaeidae C.L.Koch & Berendt, 1854
- Holarchaeidae Forster & Platnick, 1984
- Mecysmaucheniidae Simon, 1895
- Micropholcommatidae Hickman, 1944
- Pararchaeidae Forster & Platnick, 1984